# Vuelta a la Provincia de Valencia
La Vuelta a la Provincia de Valencia (en valenciano: Volta a la Província de València) es una competición ciclista amateur por etapas que se celebra en la provincia española de Valencia, durante el mes de septiembre.

## Palmarés
| Año  | Ganador          | Segundo             | Tercero            |
| ---- | ---------------- | ------------------- | ------------------ |
| 2011 | José Belda       | Gastón Agüero       | Oriol Colomé       |
| 2012 | Carlos Oyarzún   | Víctor Martín       | Sebastián Tamayo   |
| 2013 | Iván Martínez    | Jordi Simón         | Higinio Fernández  |
| 2014 | Israel Nuño      | Steven Calderón     | Piotr Havik        |
| 2015 | Martijn Budding  | Mikel Iturria       | Joris Nieuwenhuis  |
| 2016 | Nícolas Sessler  | Sergio Martín       | Takeaki Amezawa    |
| 2017 | Erlend Sor       | Alexander Grigoriev | Sergio Samitier    |
| 2018 | Savva Novikov    | José Félix Parra    | Antonio Jesús Soto |
| 2019 | Simon Carr       | Carlos Rodríguez    | Adrià Moreno       |
| 2020 | Mauricio Moreira | Lev Gonov           | Raúl García Pierna |
| 2021 | Benjamín Prades  | Mikel Retegi        | Erik Martorell     |
| 2022 | Pablo Carrascosa | Haimar Etxeberria   | Francisco Peñuela  |
| 2023 | Adrien Maire     | Edgar Curto         | Carlos Gutiérrez   |

## Palmarés por países
| País         | Victorias |
| ------------ | --------- |
| España       | 5         |
| Chile        | 1         |
| Brasil       | 1         |
| Países Bajos | 1         |
| Rusia        | 1         |
| Noruega      | 1         |
| Reino Unido  | 1         |
| Uruguay      | 1         |
| Francia      | 1         |